# Голубев, Иван Петрович (шахматист)
Иван Петрович Голубев (1892 — 1942, Ленинград) — советский, ранее российский, шахматист, деятель русского и советского шахматного движения.
Товарищ П. Романовского и С. Вайнштейна по Политехническому институту, в 1918 году Иван Голубев выиграл проводимый Петербургским собранием турнир первой категории. В 1920-х годах был участником ряда чемпионатов Петрограда / Ленинграда (лучший результат — второе место в 1920 году), входил в сборную города, организовывал и проводил многие городские, районные и профсоюзные соревнования. Занимался спортивной журналистикой. Был одним из организаторов шахматного кружка Петрогубкоммуны и журнала «Шахматный листок» (позднее — «Шахматы в СССР»).
Участник Всероссийской шахматной олимпиады 1920 года.
Погиб в блокадном Ленинграде.
| Год  | Город     | Соревнование                                                   | + | −  | = | Результат | Место  |
| ---- | --------- | -------------------------------------------------------------- | - | -- | - | --------- | ------ |
| 1918 | Петроград | Первенство Петроградского шахматного собрания                  |   |    |   |           | 1      |
| 1920 | Петроград | Первенство Петрограда                                          |   |    |   | 9 из 11   | 2      |
|      | Москва    | Всероссийская шахматная олимпиада                              | 2 | 11 | 2 | 3 из 15   | 16     |
| 1922 | Петроград | Первенство Петрограда                                          |   |    |   | 5½ из 11  | 6      |
|      | Петроград | Матч Петроград - Москва (5-я доска, против Н. Павлова-Пьянова) | 1 | 1  | 0 | 1 из 2    |        |
| 1925 | Ленинград | Первенство Ленинграда                                          |   |    |   | 4 из 11   | 8      |
|      | Ленинград | Турнир 10-ти (Е.Д. Боголюбов и 9 ленинградских шахматистов)    | 3 | 5  | 1 | 3½ из 9   | 6-7    |
| 1926 | Ленинград | Первенство Ленинграда                                          | 3 | 3  | 3 | 4½ из 9   | 5-6    |
|      | Ленинград | Первенство Северо-Западной области                             | 2 | 7  | 1 | 2½ из 10  | 5      |
|      | Москва    | Матч Москва - Ленинград (8 доска, против С.М. Слонима)         | 0 | 2  | 0 | 0 из 2    |        |
| 1931 | Ленинград | Командные соревнования профсоюзов                              |   |    |   |           | [ 11 ] |